# Helen Phillips
Pour les articles homonymes, voir Helen Philipps.
 (novembre 2019).
Helen Phillips née le 3 mars 1913 à Fresno (Californie) et morte le 23 janvier 1995 à Greenwich Village (New York) est une sculptrice et graveuse américaine.

## Biographie
Helen Phillips fréquente de 1932 à 1936 le California College of the Arts de San Francisco auprès de Ralph Stackpole — qui lui apprend la taille directe et lui fait rencontrer Diego Rivera —, et de Gottardo Piazzoni (en). Dès 1932, elle y expose et reçoit un prix. Elle s'intéresse en ces années à l'art des Indiens d'Amérique du Nord, aux arts précolombiens, océaniens et chinois.
En 1936, Helen Phillips obtient une bourse qui lui permet d'aller à Paris. Se rapprochant du mouvement surréaliste, elle étudie la gravure à l'atelier 17 de Stanley William Hayter avec qui elle se mariera en 1940.
En 1937, elle retourne à San Francisco pour réaliser avec sept autres artistes les vingt Pacific Unity Sculptures disposées dans la Cour du Pacifique pour l'Exposition internationale du Golden Gate. Les trois sculptures que crée Helen Phillips évoquent des musiciens chinois et ont pour titres Blowing the Horn, Playing the Flute et Banging the Drum. La dernière, réalisée en plâtre faute de crédits suffisants, n'a pas longtemps survécu à la clôture de l'exposition. Les deux autres, en béton moulé, sont restaurées en 1991 pour être placées devant la façade du musée de Treasure Island à San Francisco.
Pendant la Seconde Guerre mondiale, Helen Phillips et Stanley William Hayter s'installent à New York en 1940. Helen Phillips y réalise en 1942 sa première exposition personnelle et le couple y présente plusieurs expositions communes, la première à la galerie Sidney Janis en 1949.

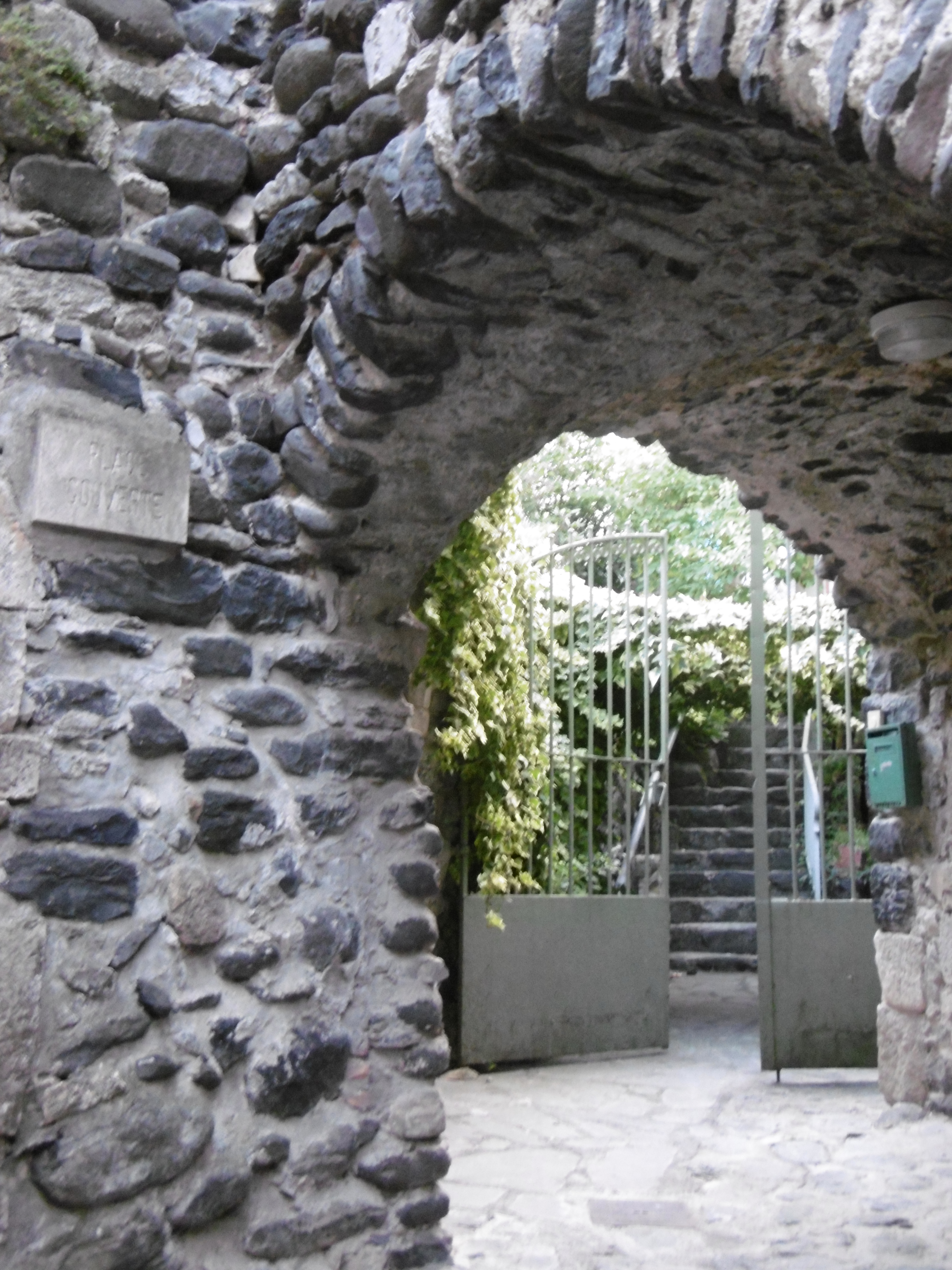
Entrée de la maison d'Helen Phillips et Stanley William Hayter à Alba-la-Romaine.

En 1950, Helen Phillips et Stanley William Hayter reviennent à Paris. Ils font en 1951 l'acquisition d'une maison à Alba-la-Romaine où ils séjournent durant l'été avec leurs deux enfants, Augy et Julian, participant aux activités des artistes d'Alba-la-Romaine. Helen Phillips est sélectionnée en 1952, parmi huit artistes français dont Henri-Georges Adam, Étienne-Martin et Antoine Pevsner qui le remportera, au concours du Monument du prisonnier politique inconnu organisé par l'Institute of Contemporary Arts de Londres. Elle expose régulièrement à Paris au Salon de Mai et au Salon des réalités nouvelles.
Dans les années 1960, des œuvres d'Helen Phillips entrent dans des collections importantes telles celles de Peggy Guggenheim et de Roland Penrose, ainsi que dans plusieurs musées américains. Un accident, alors qu'elle déplace l'une de ses lourdes sculptures, interrompt en 1967 son travail durant huit ans. Helen Phillips et Stanley William Hayter se sépareront en 1971.

## L'œuvre
Dérivant dans les années 1940 et 1950 d'une figuration schématique vers la non-figuration, les sculptures en bois ou en bronze poli d'Helen Phillips réalisent à travers leurs formes anthropomorphiques une synthèse de l'esprit de Brancusi, de l'imaginaire surréaliste et de la rigueur des arts préhistorique, cycladique et précolombiens.
Helen Phillips crée des totems notamment dans des poutres en bois de plusieurs siècles trouvées en Ardèche (Totem, 1955) mais réalisera aussi des œuvres d'une géométrie abstraite à partir de structures de tiges métalliques.
Helen Phillips a réalisé près de 500 sculptures en bois, bronze et pierre, autour de 150 gravures sur cuivre, zinc et linoleum et de très nombreux dessins.

## Collections publiques
- États-Unis
  - Buffalo, Galerie d'art Albright-Knox : Abstract form, 1967, albâtre.
  - Dallas, musée d'Art de Dallas.
  - New York, Museum of Modern Art.
  - San Francisco :
    - Bank of America World Headquarters.
    - musée d'Art moderne :
      - Young Woman, vers 1935, pierre ;
      - Jeux de jambes, avant 1968, bronze.

    - San Francisco De Young Museum[1] :
      - Mantes religieuses, 1952, gravure ;
      - Sans titre, 1952, gravure ;
      - Sans titre, 1952, gravure ;
      - La cage, 1953, gravure ;
      - Rencontre, 1954, gravure ;
      - Virgo, 1956, gravure, tirage sombre ;
      - Virgo, 1956, gravure, tirage clair.
- Royaume-Uni
  - Londres, Victoria and Albert Museum.

#### Catalogues
- New-York six (sculptures de Doris Caesar, Rhys Caparn, Minna Harkavy, Helen Phillips, Helena Simkhovitch, Arline Wingate) , préface d'André Chamson, Paris, Petit Palais, 1950.
- 4 artistes américains de Paris (John Levee, Helen Phillips, Harold B. Cousins, Oscar Chelimsky), Paris, Centre culturel américain, 1958.
- Autour de Juana Muller, Sculptrices et peintres à Paris 1940-1960 (Marta Colvin, Charlotte Henschel, Elvire Jan, Vera Pagava, Alicia Penalba, Helen Phillips et Irène Zack), Antony, Maison des Arts, Parc Bourdeau, avril-juin 2016.

#### Ouvrages généraux
- (en) Carola Giedion-Welcker. Contemporary Sculpture. An evolution in volume and space, New York, Éditions George Wittenborn, 1955 ; plusieurs rééditions (reproduction : Genetrix, 1943).
- (en) Edan Milton Hughes, Artists in California, 1786-1940, 1986 ; 3e édition, Sacramento, Crocker Art Museum, 2002.

#### Article de presse
- (en) David Cohen, « Obituary: Helen Phillips », The Independent, 17 février 1995 (en ligne).